# Euphorbia fontqueriana
Euphórbia fontqueriána (лат.) — вид двудольных растений рода Молочай (Euphorbia) семейства Молочайные (Euphorbiaceae). Впервые описан швейцарским ботаником Вернером Родольфо Гройтером в 1966 году.

## Распространение, описание
Эндемик острова Мальорка, одного из Балеарских островов (Испания). Встречается на горе Пуиг-Махор, на высоте 1000—1200 м.
Гемикриптофит, хамефит. Многолетнее растение с ползучими стеблями красноватого оттенка. Листья цельные, округлые, утолщённые, с загнутым книзу концом. Цветки тёмно-фиолетовые. Цветёт в мае — июне.
Диплоидный набор хромосом — 2n=20.

## Замечания по охране
Находится под угрозой к исчезновению. Включён в Красную книгу Испании.
За последнее время было найдено всего 120 экземпляров растения, растущих на территории всего около 1 км². Численность растений, как сообщается, продолжает уменьшаться в связи со строительством дороги в районе произрастания.

## Синонимы
Синонимичные названия:
- Euphorbia myrsinites subsp. litardierei Font Quer & Garcias Font
- Tithymalus fontquerianus (Greuter) Soják